# Penelope Fitzgeraldová
Penelope Mary Fitzgeraldová, rozená Knoxová (17. prosince 1916 Lincoln – 28. dubna 2000 Londýn) byla anglická spisovatelka.

## Život
Pocházela z literární rodiny, jejím strýcem byl Ronald Knox. Po absolutoriu oxfordské Somerville College nastoupila do redakce BBC. Žila s manželem v Hampsteadu, pracovala v literárním časopise World Review, prodávala v knihkupectví a učila na divadelní škole (její žákyní byla mj. Camilla, vévodkyně z Cornwallu). Teprve ve věku 58 let vydala svoji první knihu, životopis malíře Edwarda Burne-Jonese, a o dva roky první beletristickou práci, román The Golden Child. Za knihu Na vodě (v originále Offshore), přinášející tragikomický popis svérázné komunity obyvatel londýnských hausbótů (k níž svého času sama patřila), získala v roce 1979 Man Bookerovu cenu. V roce 1997 se stala první anglickou držitelkou amerického ocenění National Book Critics Circle Award. V roce 1999 získala Zlatou cenu anglického PEN klubu. Podle její předlohy natočila v roce 2017 Isabel Coixetová film Florencino knihkupectví.

## Dílo
- The Golden Child (1977)
- The Bookshop (1978)
- Offshore (1979)
- Human Voices (1980)
- At Freddie's (1982)
- Innocence (1986)
- The Beginning of Spring (1988)
- The Gate of Angels (1990)
- The Blue Flower (1995)
- The Means of Escape (2000)
- A House of Air (2005)